# Nunziata
Nunziata ('a Nunziata in siciliano) è una frazione di Mascali, nella città metropolitana di Catania.

## Geografia fisica
Nunziata si trova adagiata in una vallata che sovrasta la riviera ionica e i comuni di Giarre, Riposto e Mascali. Attorno a essa è possibile scorgere colate laviche risalenti al 1928, quando un'eruzione particolarmente violenta dell'Etna lambì il piccolo centro, ma distrusse Mascali, che venne ricostruita più a valle.

## Storia

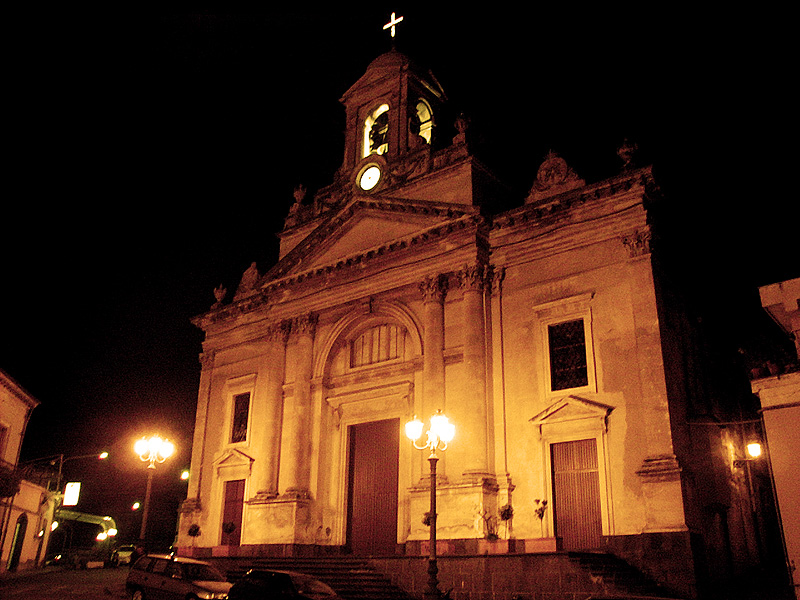
La chiesa madre di Nunziata dedicata alla Madonna dell'Itria.

Le origini di Nunziata sono molto antiche, si pensa addirittura di età greca; numerose sono infatti le testimonianze archeologiche (per lo più monete romane) che testimoniano come il paese fosse già un centro più che sviluppato in epoca tardo-imperiale e bizantina.
Per la sua contiguità a Mascali, la sua favorevole posizione geografica e i suoi terreni fertili, Nunziata si ingrandì a partire dal XVI secolo per l'opera di concessioni enfiteutiche del vescovo Nicola Maria Caracciolo, conte di Mascali, fino a divenire nel '700, così come Giarre, più grande della stessa Mascali. A questo periodo risale la costruzione della Chiesa Madre della Madonna dell'Itria e della chiesa del Carmine, dapprima piccola cappella.
Le lotte per l'autogestione di Giarre iniziate alla fine del XVIII secolo, videro Nunziata e Mascali unite nella difesa della centralità, ma qualche decennio più tardi, durante la liberazione della Sicilia dal dominio borbonico da parte di Garibaldi, fu Nunziata a richiedere l'autonomia comunale che non le fu mai concessa, al contrario di quella parrocchiale che le fu invece accordata ai primi del '900. In seguito, anche a Nunziata venne creata, dopo una lunga contesa, una casa comunale dove, alternandosi con Mascali, si riuniva l'organico comunale. Nel 1928, la vicina Mascali venne completamente distrutta dalla lava dell'Etna. La colata riuscì a minacciare e a sfiorare anche Nunziata che rimase però essenzialmente illesa. Dopo la ricostruzione, Mascali divenne il capoluogo unico del comune.

## Monumenti e luoghi d'interesse

### Architetture religiose

#### Chiesa della Nunziatella

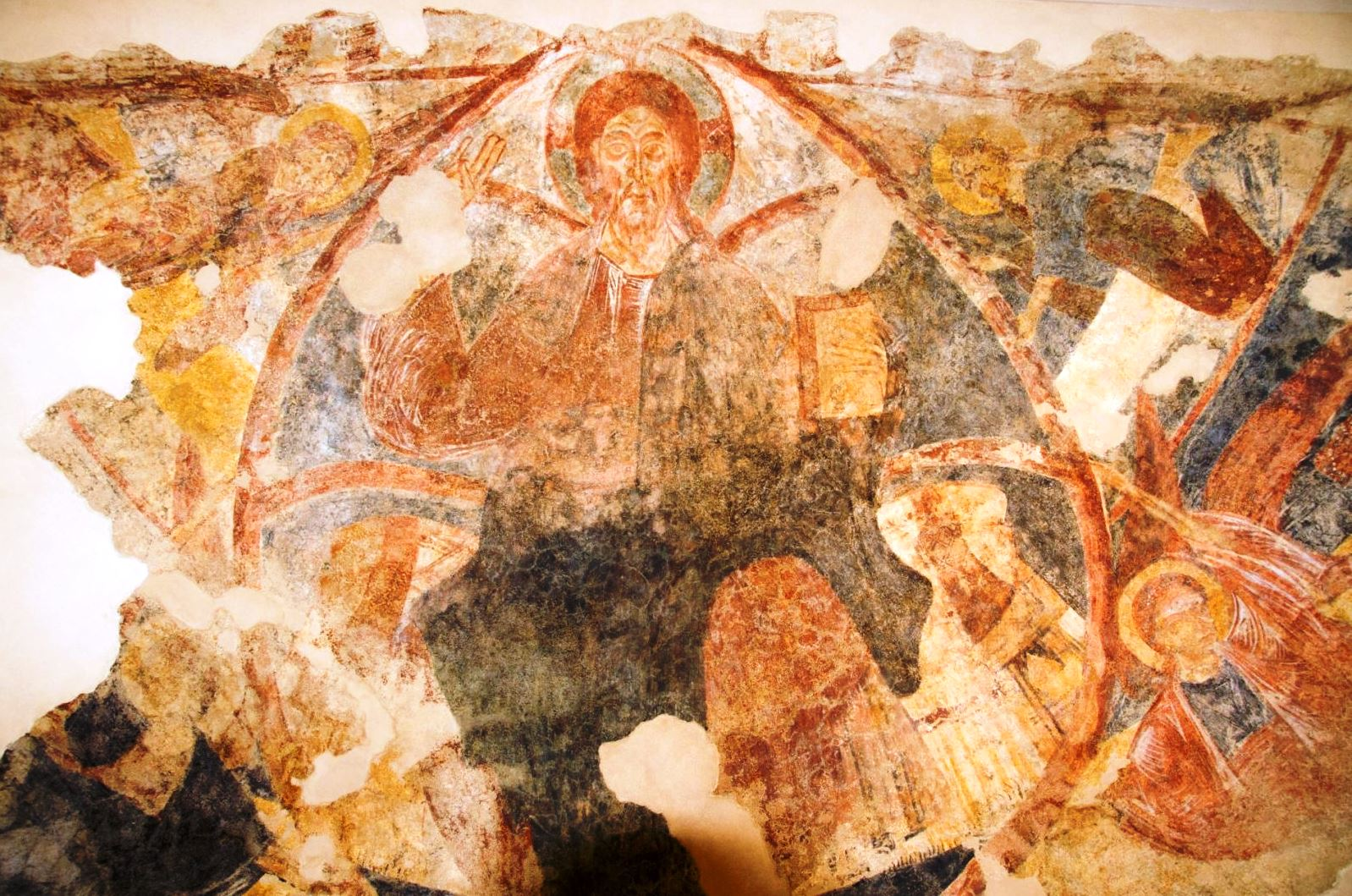
Cristo Pantocratore del XII secolo

È il monumento più importante di Nunziata, apparteneva forse ad un monastero basiliano che riuscì a coagulare un piccolo centro abitato dandogli il suo nome.
La chiesa della "Nunziatella" che prima della devastante colata lavica che seppellì l'antica Mascali aveva una certa importanza devozionale nel circondario, conserva al suo interno alcuni resti di affreschi. L'esecuzione degli affreschi è ascrivibile alla seconda metà del XII secolo, esempio di pura pittura bizantina; vi sono infatti affinità tecniche con gli affreschi eseguiti nell'Impero bizantino verso la metà di quel secolo. Nella conca dell'abside osserviamo il Cristo Pantocratore con il nimbo crocifero, benedice con la mano destra e regge con la sinistra il libro. In basso alla sinistra di Cristo un busto con la testa nimbata di un angelo ben visibile; in alto alla destra di Cristo un angelo alato e con le mani coperte in segno di riverenza di fronte al Cristo. Allo stato attuale la chiesa si presenta al visitatore come un grande unico ambiente ed avente una copertura in legno. I lavori di restauro, completati nel 2013, oltre al recupero della chiesa stessa hanno riportato alla luce, nei locali attigui, la presenza di un'abside e delle tre navate, con frammenti di pavimento a mosaico che la riconducono ad un periodo di edificazione tra il V e il VI secolo. La chiesa è visitabile su appuntamento.

#### Altre Chiese

La chiesa del Carmine sulla strada per San Giovanni Montebello.

La Chiesa di Santa Domenica, sita in via San Domenico, ormai non più destinata al culto e profondamente modificata, possiede delle particolari tessiture murarie che inducono a far risalire la sua origine all'XI o al XII secolo.
Nella Chiesa del Carmine, sulla via per San Giovanni Montebello, sotto l'affresco, più volte restaurato, della Madonna con Bambino, è stata recentemente scoperta l'immagine originale risalente al ‘600, che è stata quindi riportata alla luce. Sia la Chiesa Madre della Madonna dell'Itria sia quella dell'Arcangelo Raffaele, sita sulla strada provinciale per Puntalazzo, presentano un'imponente facciata in stile neoclassico.

### Architetture civili

#### Monumento ai Caduti
Il Monumento ai Caduti di Nunziata, situato nel centro del paese, si deve all'artista Mario Moschetti, scultore dei primi del '900 che operò soprattutto nel catanese, figlio del celebre Giulio Moschetti che lasciò una vasta produzione artistica in molte città italiane. L'opera consta di una base monumentale in basalto finemente lavorata, formante nella facciata anteriore e in quella posteriore due scalinate simboliche. I fianchi racchiudono le coppe, pure in pietra lavica, di due fontane, fra due corpi massicci avanzati. L'alzata del monumento in pietra lavica, grezza ed ispida, racchiude due zampilli d'acqua, destinati a rinfrescare permanentemente i fiori dell'aiuola che recinta la base. Essa richiama le nude e leggendarie petraie del Carso, irrorate dal sangue degli Eroi. Sopra questi getti d'acqua, la fantasia dell'artista ha collocato due figure di uomini nudi: due vecchi barbuti e possenti, rappresentanti i due maggiori fiumi veneti che furono teatro, e nello stesso tempo fattori, della Grande Guerra: l'Isonzo, dall'aspetto grave e ruinoso, ed il Piave, irato e severo. Un plinto di marmo bianco porta scolpiti i nomi dei caduti e l'iscrizione commemorativa della partecipazione alla guerra delle nazioni. Tale epigrafe, inserita nel prospetto frontale, sostituisce quella dettata a suo tempo dal giovane rag. Giuseppe Cristaldi, della quale durante l'eruzione fu notata la strana coincidenza nel concetto principale del fuoco del vulcano. Essa infatti recitava: «Figli dell'Etna - contro il nemico scagliarono - il fuoco del natio vulcano - e col loro sacrificio - diedero ali alla vittoria - MCMXV-MCMXVIII. - Sui termini sacri della Patria - vigile custode s'eleva - il loro spirito eroico - nel luogo ove vissero - monito, esempio, retaggio di gloria - 1928 A. VII». Infine, una statua di due metri, riproduzione bronzea del Fante vittorioso, nel cui viso aleggia lo spirito dei Caduti.
La realizzazione dell'opera, che costituisce un complesso artistico di mole notevole, richiese la partecipazione economica dei nunziatesi, i quali non mancarono di versare il loro contributo. Un impegno non indifferente, né modesto, per una comunità relativamente piccola e che comportò uno sforzo economico importante per la buona riuscita del progetto. Secondo lo Stato d'anime della Parrocchia di Santa Maria dell'Itria, redatto nel corso degli anni '20, in un momento precedente all'erezione del Monumento, Nunziata contava infatti allora solo 1 997 abitanti, appartenenti a 484 famiglie diverse. Il Comitato pro Monumento raccolse le offerte praticamente plebiscitarie della cittadinanza, esortò i pochi che tardavano a versarle, fece pubblicare quattro elenchi contenenti le sottoscrizioni con i nomi dei nunziatesi e le relative somme donate da ciascuno a favore dell'erigenda opera. Offerte giunsero anche dalle lontane Americhe, da dove gli emigrati del paese risposero all'appello lanciato dal Comitato pro Monumento, inviando ognuno il proprio contributo, accompagnato da espressioni di fervido patriottismo. La realizzazione della monumentale opera procedette così a ritmo accelerato e il Monumento ai Caduti nunziatesi, a pochi giorni dalla prevista cerimonia, poteva dirsi pronto. Secondo il quarto ed ultimo elenco delle sottoscrizioni, pubblicato nell'ottobre 1928, ormai a ridosso dell'inaugurazione, le somme raccolte attraverso le sottoscrizioni ammontavano a lire 14.178,00. Va pure segnalato il contributo del Comune che, fra gli Enti, rispose per primo alla richiesta del Comitato e che, su spinta del Podestà comm. Marano, prese a cuore la sistemazione della piazzetta in cui sorge il Monumento. A distinguersi di gran lunga, e per significato, e per cospicuità di cifre, furono le offerte fatte pervenire dalle famiglie dei Caduti. 

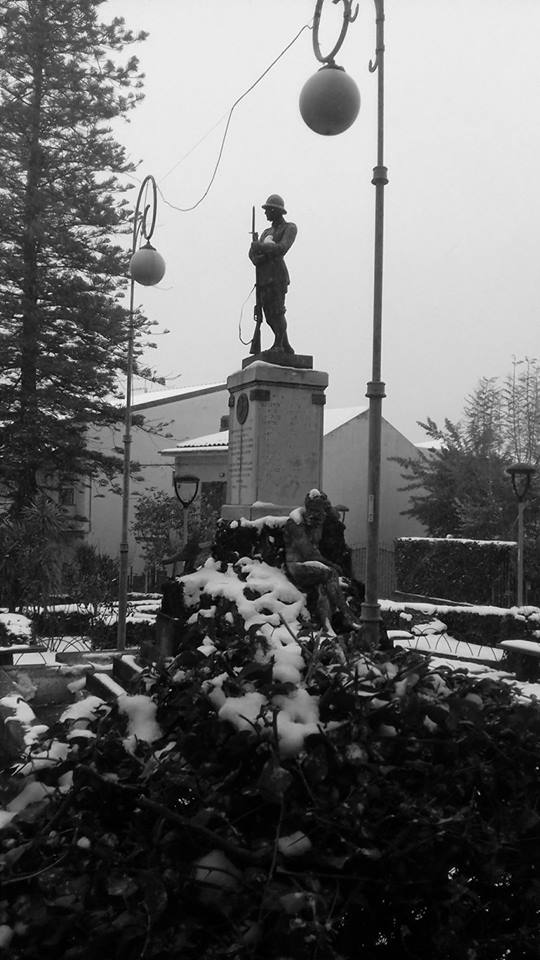
Il Monumento ai Caduti innevato.

L'inaugurazione dell'opera, prevista per la domenica del 4 novembre 1928, fu annullata a seguito dell'eruzione vulcanica cominciata nei giorni precedenti in località Ripe della Naca. L'evento naturale lasciava presagire immani distruzioni se non addirittura la cancellazione di interi paesi – come in effetti avvenne nel caso di Mascali, distrutta il 7 novembre –. Nunziata, invece, a parte poche case investite dal fronte lavico, fu risparmiata. Ma la notte del successivo 11 novembre 1928, una nuova minaccia del torrente lavico, che pareva dovesse sommergere ogni cosa, indusse le autorità – già spettatrici del triste destino di Mascali – a ordinare la continuazione dello sgombero del paese mentre il Monumento ai Caduti di Nunziata veniva demolito. Nella preoccupazione di sottrarre alla colata lavica ogni cosa di valore, il Monumento venne smontato pezzo a pezzo, non senza grave danno delle parti migliori, con la rottura di diversi marmi, e dunque portato al sicuro. Un intervento precipitoso ma opportuno, che invece Mascali non ebbe il tempo di attuare. Qui il Monumento ai Caduti mascalesi fu tenuto coperto da una tela fino al 6 novembre, giorno prima della completa distruzione del paese. Ma quella stessa mattina, quando fu chiaro che il destino di Mascali era segnato e ormai breve, qualcuno scoprì ugualmente l'opera.
Solo due anni dopo, il 28 ottobre 1930, tutto fu nuovamente pronto per la cerimonia di celebrazione dei Caduti di Nunziata nella guerra italo-austriaca del '15-'18. I preparativi per l'evento furono guidati dal locale Segretario politico Vincenzo Patanè, il quale, in qualità di Presidente del Comitato pro Monumento, consegnò ufficialmente alla cittadinanza e alle autorità comunali e provinciali il complesso monumentale. Un discorso pubblico fu tenuto nell'occasione dal rettore della Provincia avv. Vito Reina. Nella stessa giornata fu inaugurato il nuovo tratto della rotabile Nunziata-Piedimonte Etneo, ricostruito sulla lava e corrispondente al rettifilo che da nord-est introduce al paese, attuale Strada provinciale SP2/III.

## Cultura

### Arte
L'incisore olandese Maurits Cornelis Escher realizzò nel 1935 una litografia dal titolo House in the Lava near Nunziata, Sicily, la quale rappresenta una villa di campagna divorata dalla lava dell'eruzione del 1928.

### Cinema
La scena del film Il padrino - Parte III nella quale Mosca e Spara uccidono Don Tommasino è stata girata a Nunziata, vicino alla chiesa della Madonna del Carmine.

### Musica
Nunziata viene citata nella canzone Veni l'autunnu di Franco Battiato:

## Infrastrutture e trasporti
Il traffico ferroviario si avvale della stazione Mascali della Ferrovia Circumetnea, che collega Nunziata a molte località etnee nonché a Catania. La fermata si trova pressoché nel centro della frazione.